# Ołobok (dopływ Prosny)
Ołobok (Ołoboczka, Ostrowica, niem. Altbach) – rzeka, lewy dopływ Prosny o długości 39,84 km. 
Rzeka płynie głównie na terenie powiatu ostrowskiego w kierunku południowym i wschodnim. Przepływa przez miejscowości: Raszków, Przybysławice, Ostrów Wielkopolski, Bagatela, Psary, Sławin, Rososzyca, Ołobok. Uchodzi do Prosny w okolicy Sławina.
Prawymi dopływami rzeki są Struga Ostrowska (Krępa) i Gniła Barycz, a lewymi Niedźwiada i Ciemna.